# Arno Schiffers
Arnold Jacob Heinrich „Arno“ Schiffers (* 1901 in Eilendorf bei Aachen; † 25. Oktober 1964 in München) war ein deutscher Maler, Graphiker und Architekt.

## Leben
Auf Wunsch des Vaters absolvierte Schiffers eine Ausbildung bei der Dresdner Bank, dann folgte ein Jahr bei der Société Anonyme des Bibliothèques des Gares in Aachen, wo er als Dolmetscher arbeitete. 1932 schloss er ein Architekturstudium ab und arbeitete bis 1939 als Architekt. 
Nach dem Zweiten Weltkrieg, den er von Anfang bis Ende als Soldat durchmachte, wollte er angesichts des „stillosen Wiederaufbaus“, wie er schreibt, nicht mehr als Architekt arbeiten. Von da an lebte er, inzwischen in München-Schwabing ansässig, als freier Künstler. 
„Niemand wusste, woher er kam  ... 1948 tauchte im Nachkriegsdschungel Schwabings ein bleicher Mensch auf  ...“, schreibt sein Weggefährte, der Schwabinger Maler und Schriftsteller Anton Sailer über Arno Schiffers.
Schiffers war ein Verfechter des Kubismus. Seiner Meinung nach waren „die Möglichkeiten des Kubismus noch lange nicht erschöpft.“
Im Rahmen der Künstlervereinigung „Neue Gruppe“ beteiligte sich Schiffers regelmäßig an Ausstellungen in der Münchner „Galerie Malura“ (die von dem Künstler Oswald Malura ins Leben gerufen wurde) und im Haus der Kunst. Dem allgemeinen Kunstbetrieb misstraute Schiffers jedoch zeit seines Lebens. 
1962, zwei Jahre vor seinem Tod, wurde Schiffers mit dem Schwabinger Kunstpreis der Stadt München geehrt.
Der Schwabinger Maler Ludwig Orny schreibt über Schiffers „Ich stand wie betäubt vor Schiffers Begabung ... Das Wenige, was man von seinem Schaffen sah, genügte, um seine Bedeutung zu erkennen.“
Anton Sailer schreibt in seinem Artikel: „Der Kreis seiner Freunde stand betroffen vor dem Schicksal eines Künstlers, dem zum entscheidenden Durchbruch zwar die Begabung, nicht aber das notwendige Quäntchen Glück verliehen war.“

## Familie
Arno Schiffers war der älteste Bruder der Künstler Oswald Schiffers (Maler und Graphiker), Paul Egon Schiffers (Bildhauer) und Anselm Schiffers (Komponist und Kirchenmusiker). Er war verheiratet mit der Teppichknüpferin Minna Riezler. Sie hatten keine Kinder.